# Мінонк (Іллінойс)
Мінонк (англ. Minonk) — місто (англ. city) в США, в окрузі Вудфорд штату Іллінойс. Населення — 1928 осіб (2020).

## Географія
Мінонк розташований за координатами 40°54′37″ пн. ш. 89°2′17″ зх. д. / 40.91028° пн. ш. 89.03806° зх. д. (40.910393, -89.038175).  За даними Бюро перепису населення США в 2010 році місто мало площу 6,27 км², уся площа — суходіл.

## Демографія
Згідно з переписом 2010 року, у місті мешкало 2078 осіб у 816 домогосподарствах у складі 539 родин. Густота населення становила 331 особа/км².  Було 903 помешкання (144/км²).
Расовий склад населення:
| - 98,8 % — білих - 0,3 % — корінних американців - 0,3 % — чорних або афроамериканців |

До двох чи більше рас належало 0,2 %. Частка іспаномовних становила 0,7 % від усіх жителів.
За віковим діапазоном населення розподілялося таким чином: 26,5 % — особи молодші 18 років, 55,9 % — особи у віці 18—64 років, 17,6 % — особи у віці 65 років та старші. Медіана віку мешканця становила 40,3 року. На 100 осіб жіночої статі у місті припадало 90,6 чоловіків;  на 100 жінок у віці від 18 років та старших — 88,3 чоловіків також старших 18 років.
Середній дохід на одне домашнє господарство  становив 60 077 доларів США (медіана — 50 776), а середній дохід на одну сім'ю — 71 799 доларів (медіана — 70 764). Медіана доходів становила 44 286 доларів для чоловіків та 35 250 доларів для жінок. За межею бідності перебувало 6,1 % осіб, у тому числі 3,9 % дітей у віці до 18 років та 3,5 % осіб у віці 65 років та старших.
Цивільне працевлаштоване населення становило 964 особи. Основні галузі зайнятості: освіта, охорона здоров'я та соціальна допомога — 26,5 %, виробництво — 18,4 %, роздрібна торгівля — 17,0 %.